# Nádaskay Béla
Nádaskay Béla (Pest, 1848. április 30. – Rákospalota, 1933. december 6.) állatorvos és orvosdoktor, a leíró- és tájbonctan tanára.

## Életpályája
Egyetemi tanulmányait, s ezzel egyidejűleg az állatorvosi tanfolyamot Pesten végezte. 1867-ben állatorvosi oklevelet nyert, 1871-ben orvosdoktorrá avatták. 1870-ben a pesti Állatorvosi Tanintézethez „bonc- és éptani” tanársegéddé, 1872-ben anatómussá nevezték ki. 1869-ben és 1875-ben nagyobb külföldi utat tett a bécsi, müncheni, stuttgarti, zürichi, berlini és drezdai, majd a párizsi állatorvosi intézetek és iskolák tanulmányozása céljából. 
1878-ban jelent meg A hasznos háziállatok leíró bonctanának kézikönyve című, eredeti felfogásban megírt, saját rajzaival illusztrált műve. Ugyanebben az évben megalapította az első magyar állatorvosi folyóiratot, a Veterinariust (a Magyar Állatorvosok Lapja elődjét), amelynek első szerkesztője és kiadója volt. A Magyar Országos Állatorvos-Egyesület alapító tagja, sok éven át titkára, majd alelnöke volt. Az 1900-1901. tanévben a főiskola rektorhelyetteseként a tanévet Az állatanatómia fejlődése című értekezésével nyitotta meg. Ebben a munkában az állatbonctan fejlődésének rövid vázlata után saját működését és az állatbonctannak hazánkban való tanítását mint a hazai állatorvostan történetének jellemző adatát mutatta be. Működése során megszervezte az Anatómiai Tanszék múzeumát, amelynek ma is féltett kincsei az általa nagy leleményességgel készített szép preparátumok. Anatómiai készítményeivel több kiállításon vett részt, így 1878-ban Székesfehérváron, 1885-ben és 1896-ban Budapesten, majd 1900-ban Párizsban, ahol aranyéremmel tüntették ki.

## Közéleti tevékenysége
Nádaskay Béla alapította meg zenét kedvelő és művelő barátaival az újpest-rákospalotai zene egyesületet és konzervatóriumot, amelynek az alapító tagság mellett egy ideig vezetője, majd örökös tiszteletbeli elnöke volt. Itt tanított többek között Varga Ferenc leánya, Nádaskay Béla húga, Varga Vilma zongoraművész, tanár, Liszt Ferenc tanítványa.

## Emlékezete
- Mellszobrát az egyetem parkjában 1938. május 23-án állították fel. Damkó József szobrászművész alkotása.